# Acacipetalin
Acacipetalin ist eine organische Verbindung, genauer ein cyanogenes Glycosid, das als Naturstoff in Akazien vorkommt. 

## Vorkommen
Acacipetalin ist das mengenmäßig wichtigste cyanogene Glycosid in verschiedenen Arten von Akazien der Gattung Vachellia, die in Mexiko und Texas beheimatet sind, zum Beispiel Vachellia schaffneri. Die Hydrolyse der Verbindung setzt Cyanwasserstoff frei.

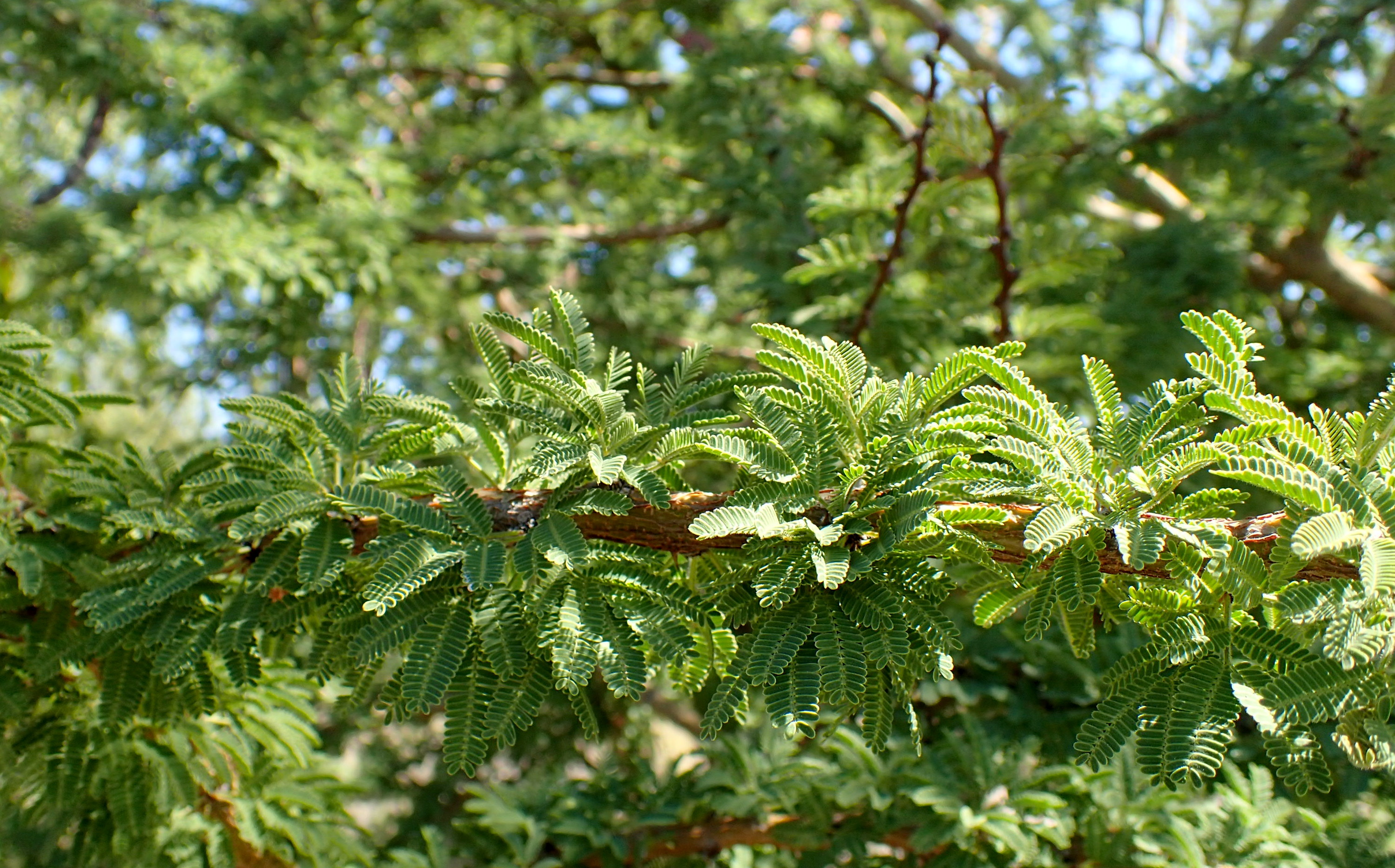
Vachellia schaffneri